# Chizar
Chizar est un quartier au nord de Téhéran en Iran situé dans le district n°1. Dans ce quartier se trouvent l'Emamzadeh Abdollah (en) et un zurkhaneh. Le quartier administratif comporte aussi le quartier du Gheytarieh.